# Dezső Molnár
Predefinição:Info/ Técnico em segurança no trabalho
Dezső Molnár (Magyarlak, 12 de dezembro de 1939} é um ex-futebolista húngaro, que atuava como atacante.

## Carreira
Dezső Molnár fez parte do elenco da Seleção Húngara na Copa do Mundo de 1966.

## Ligações Externas
- Perfil em Fifa.com (em inglês)